# Croitor

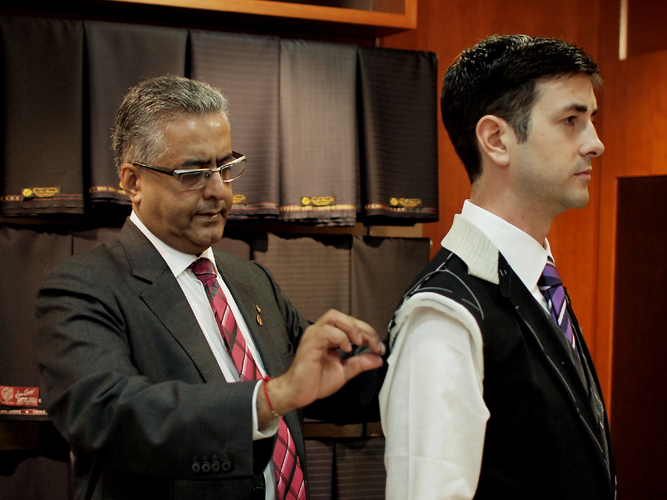
Un croitor și clientul său

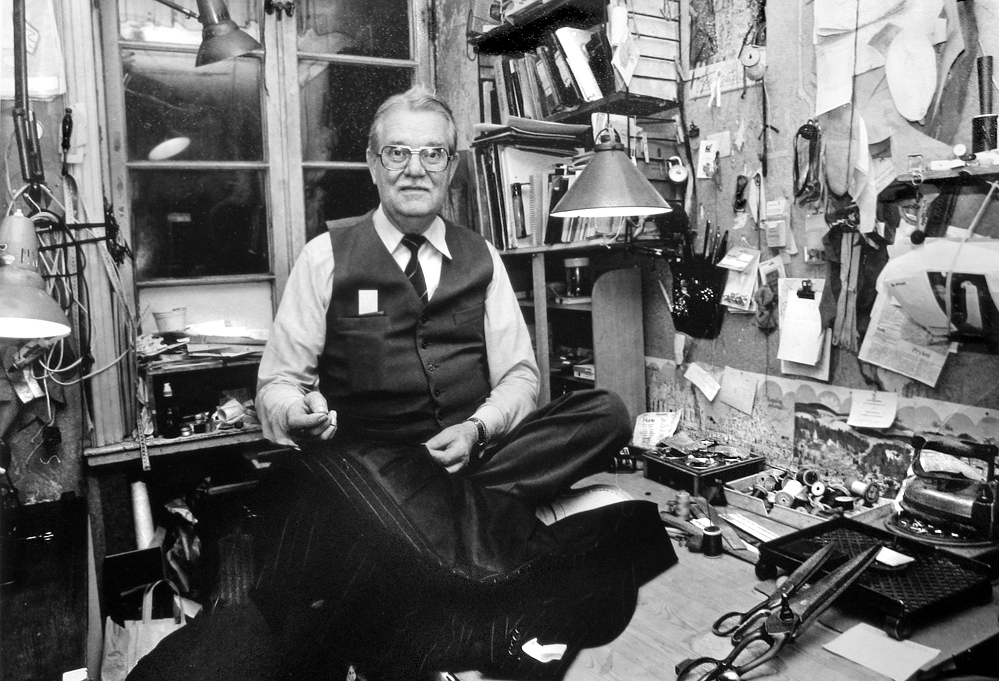
Maestrul croitor Agne Wideheim din Suedia (1918-2007)

Un croitor este o persoană care confecționează, repară sau modifică îmbrăcămintea în mod profesional, în special costume și îmbrăcăminte.
Deși termenul datează din secolul al XIII-lea, croitorul și-a căpătat sensul modern la sfârșitul secolului al XVIII-lea și se referă la producătorii de costume,  pantaloni și alte haine, de obicei din lână, pânză sau mătase. 
Termenul se referă la o persoană care stăpânește un set de tehnici de cusut specifice (de mână sau la mașina de cusut) care sunt unice în realizarea de haine tradiționale. Comercianții cu amănuntul de costume personalizate oferă servicii internaționale, călătorind în diverse orașe, permițând clientului să fie măsurat la fața locului.   
Faimoșii croitori de ficțiune includ croitorul din The Tailor of Gloucester, The New Emperor’s New Clothing și Croitorașul cel viteaz. Un exemplu mai recent este John le Carré, The Tailor of Panama.

## Tipuri

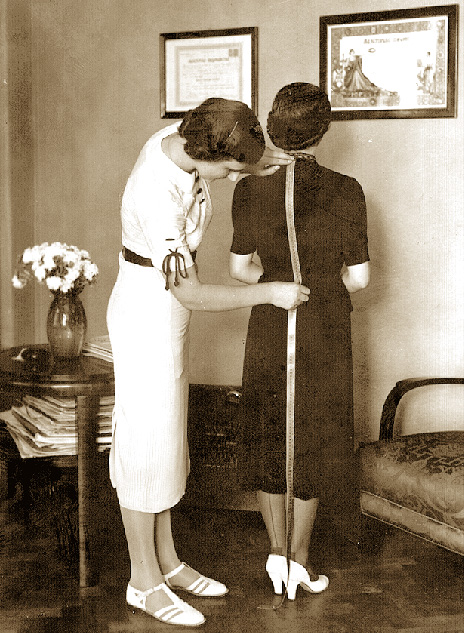
Măsurarea unui client

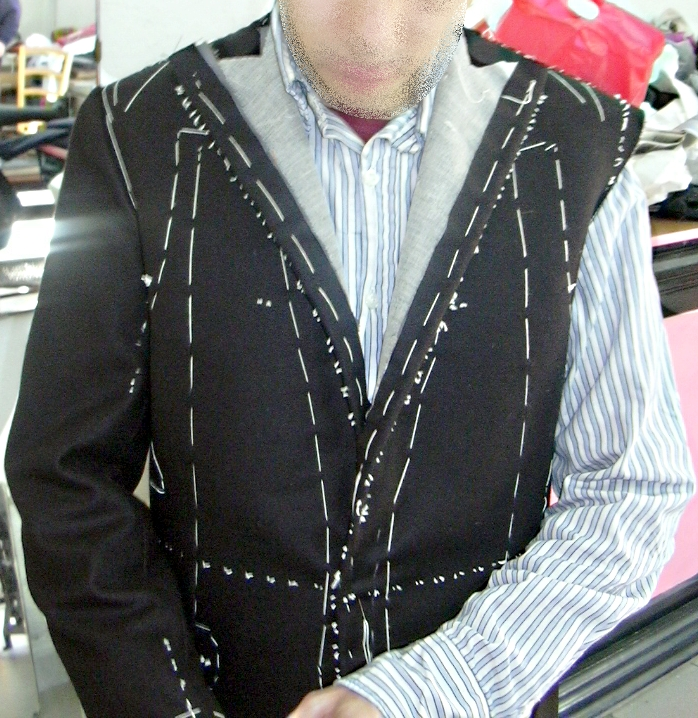
Configurarea primului montaj

Pe măsură ce profesia de croitorie a evoluat, au evoluat și metodele de croitorie. Există o serie de modele de afaceri distinctive pe care le pot practica croitorii moderni. 

### Croitorie locală
Croitoria locală, este - așa cum îi spune numele - un loc în care croitorul este un localnic, iar îmbrăcămintea este produsă local. Această metodă permite croitorului să facă măsurători profesionale, să evalueze postura și forma corpului pentru a face modificări unice la îmbrăcăminte. Croitorii locali vor avea în mod obișnuit o sală de expoziție sau un magazin care va permite clienților să aleagă țesăturile din eșantioane sau să returneze îmbrăcămintea cu ușurință, în cazul în care necesită modificări suplimentare. Aceasta este cea mai tradițională formă de croitorie. Hong Kong Tailors și London sunt cele mai faimoase ateliere de croitorie personalizată de înaltă calitate, în medie fiind nevoie de aproximativ 2 până la 3 vizite și aproximativ 50 până la 70 de ore de lucru pentru a face un singur costum. 

### Croitorie la distanță

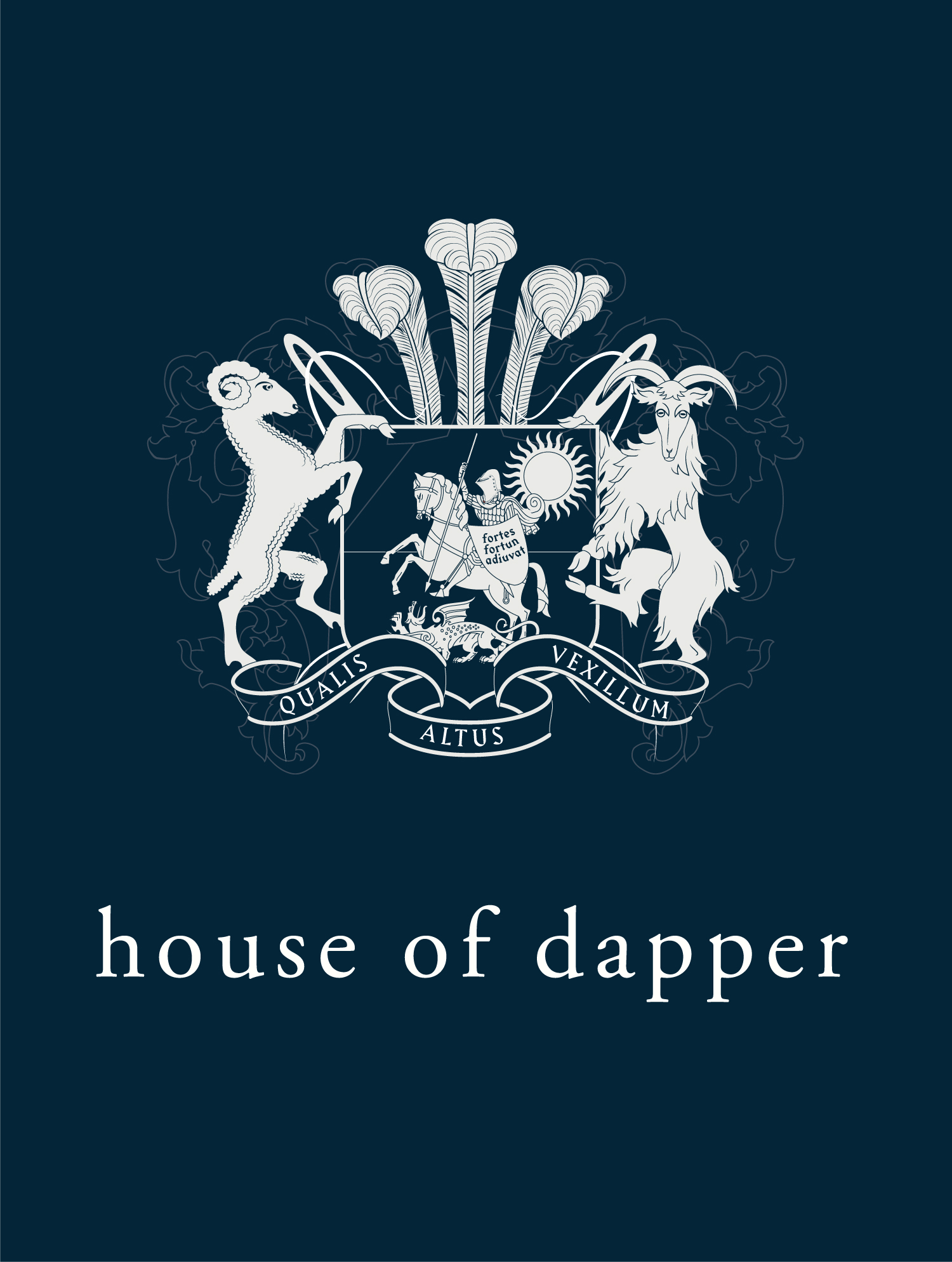
Stema casei Dapper, o croitorie cu sediul în Olanda

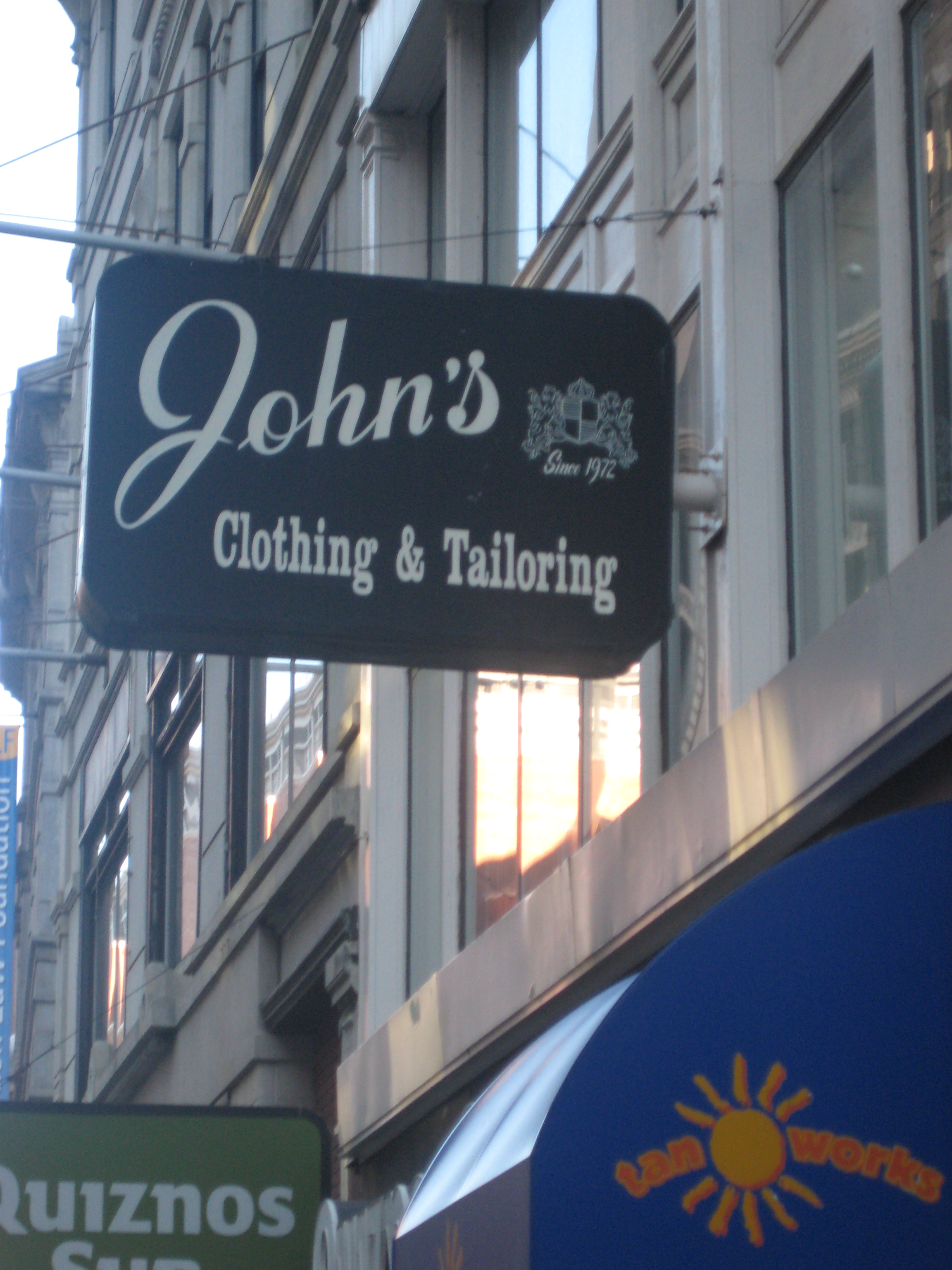
Croitorie situată în districtul financiar din Boston, Massachusetts

Confecționarea la distanță presupune comandarea unui obiect de îmbrăcăminte de la un croitor aflat afara orașului, ceea ce permite utilizarea forței de muncă mai ieftine. În practică, acest lucru poate fi realizat acum la scară globală prin intermediul site-urilor de comerț electronic. Spre deosebire de croitorie locală, clienții trebuie să ia propriile măsuri, selecția țesăturii trebuie făcută dintr-o fotografie și dacă sunt necesare alte modificări, îmbrăcămintea trebuie să fie expediată. Astăzi, cea mai comună platformă de croitorie la distanță este prin croitori online. 
Croitorii online se oferă uneori să plătească pentru modificările necesare la un croitor local. O altă opțiune nouă este conceptul în care un costum de încercare gratuit este făcut pentru măsurătorile furnizate și expediat mai întâi către client. Costumul de probă poate fi încercat și purtat pentru a vedea unde se doresc ajustările. Costumul final este apoi adaptat la noile specificații furnizate de montarea costumului de încercare. 

### Croitor călător
Spre deosebire de croitorii care realizează croitorie la distanță, croitorii călători oferă un serviciu mai personal clienților lor și oferă clienților posibilitatea de a vedea probele de țesături și de a întâlni personalizat croitorul. Acștia călătoresc între orașe și se cazează într-un hotel de lux local pentru o perioadă scurtă de timp, pentru a se întâlni și a furniza aceleași servicii de croitorie pe care le-ar oferi în magazinul lor local. În hotel, clientul va putea selecta țesătura din probe, iar croitorul va lua el singur măsurile. Comanda va fi apoi expediată clientului în termen de 3-4 săptămâni. Spre deosebire de croitoria locală, dacă sunt necesare alte modificări, îmbrăcămintea trebuie să fie livrată. Astăzi, majoritatea croitorilor călători sunt din Hong Kong, care călătoresc în Statele Unite, Regatul Unit, Franța, Australia și Japonia. 